# DFS 228
DFS 228 byl projekt raketového výškového průzkumného letounu navržený Felixem Krachtem pro DFS (Deutsche Forschungsanstalt für Segelflug - Německý výzkumný ústav bezmotorového létání) během 2. světové války. Do konce války vzlétly jen dva prototypy bez motoru.

## Vývoj
Původní konstrukce byla převzata z experimentálního letadla z meziválečného období DFS 54, určeného pro let ve velkých výškách. Projekt byl zastaven začátkem války, ale v roce 1940 byl obnoven když RLM (říšské ministerstvo letectví) předneslo DFS požadavek na raketové průzkumné letadlo. Projekt dal DFS příležitost prozkoumat dvě oblasti s tím související - účinky šípovitosti křídel a nadzvukový let. První prototyp DFS 228 V1 (D-IBFQ) byl dokončen v březnu roku 1944, testy procházel v srpnu připevněný vzpěrami nad Do 217 K V3. Stroj měl design větroně s dlouhým, štíhlým křídlem. Přistávat měl na zatahovací lyži. Příď letadla se záchrannou kapslí pro pilota se dala v případě nouze oddělit. Kvůli problémům s přetlakovou kabinou byl druhý prototyp DFS 228 V2 upraven a pilot byl v nakloněné pozici. S prototypy bylo provedeno asi 40 letů. Instalace raketového motoru Walter HWK 109-509 byla plánována na únor roku 1945, ale pro zhoršenou vojenskou situaci bylo od projektu upuštěno a motor nebyl nikdy zamontován. Druhý prototyp byl zničen při náletu v květnu 1945 a první prototyp byl zabaven Američany v červnu. V roce 1946 byl poslán do Británie na přezkoumání, zde byl zřejmě v roce 1947 sešrotován.

## Specifikace

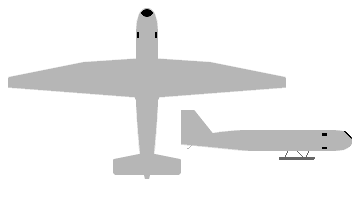
DFS 228

### Technické údaje
- Posádka: 1 pilot
- Délka: 10,59 m
- Výška: 2,92 m
- Rozpětí křídel: 17,6 m
- Nosná plocha: 30m2
- Prázdná hmotnost: 1 350 kg
- Vzletová hmotnost: 4 210 kg
- Pohonná jednotka: plánovaný 1 × raketový motor Walter HWK 109-509 o tahu 16,7 kN

### Výkony
- Maximální rychlost: 900 km/h
- Dolet: 1 050 km
- Dostup: 25 000 m